# Rubii
Rubii（ルビー）は日本の音楽ユニット。1998年デビュー。

## 概要
- 1995年冬、小林をよく知る同級生の紹介で、プロを目指していた妻夫木、鈴木と出会い結成[1]。
- 1998年 4月、シングル「WAKE UP MY HEART」でメジャーデビュー。年内にシングル3枚、アルバム1枚をリリースした。
- 1999年6月、解散[注釈 1]。

## メンバー
小林加奈子（こばやし かなこ）（ヴォーカル）
1977年4月25日生まれ。東京都出身。Rubii解散後、speenaを結成。
妻夫木晋也（つまぶき しんや）（ギター）
1978年5月19日生まれ。俳優の妻夫木聡は実弟。
鈴木大輔（すずき だいすけ）（キーボード）
1978年10月27日生まれ。神奈川県出身。2002年、day after tomorrowとしてデビュー。

## タイアップ一覧
| 使用年 | 曲名           | タイアップ                                         |
| ------ | -------------- | -------------------------------------------------- |
| 1998年 | ここにいること | NHK-BS2『新・真夜中の王国』オープニングテーマ      |
| 1998年 | ダイヤのココロ | フジテレビ系アニメ『ラ・ドルヤ』エンディングテーマ |